# Les Esseintes
Les Esseintes ist eine französische Gemeinde mit 245 Einwohnern (Stand: 1. Januar 2022) im Département Gironde in der Region Nouvelle-Aquitaine. Sie gehört zum Arrondissement Langon und zum Kanton Le Réolais et Les Bastides. 
Nachbargemeinden sind Camiran im Nordwesten, Bagas im Nordosten, La Réole im Südosten, Gironde-sur-Dropt im Südwesten und Morizès im Westen.

## Bevölkerungsentwicklung
| Jahr      | 1962 | 1968 | 1975 | 1982 | 1990 | 1999 | 2006 | 2017 |
| --------- | ---- | ---- | ---- | ---- | ---- | ---- | ---- | ---- |
| Einwohner | 227  | 234  | 201  | 174  | 194  | 218  | 260  | 238  |

## Sehenswürdigkeiten
- Kirche Saint-Eutrope
- Haus Bonsol, seit 2009 als Monument historique ausgewiesen
- Haus Ézemar, seit 2005 als Monument historique ausgewiesen

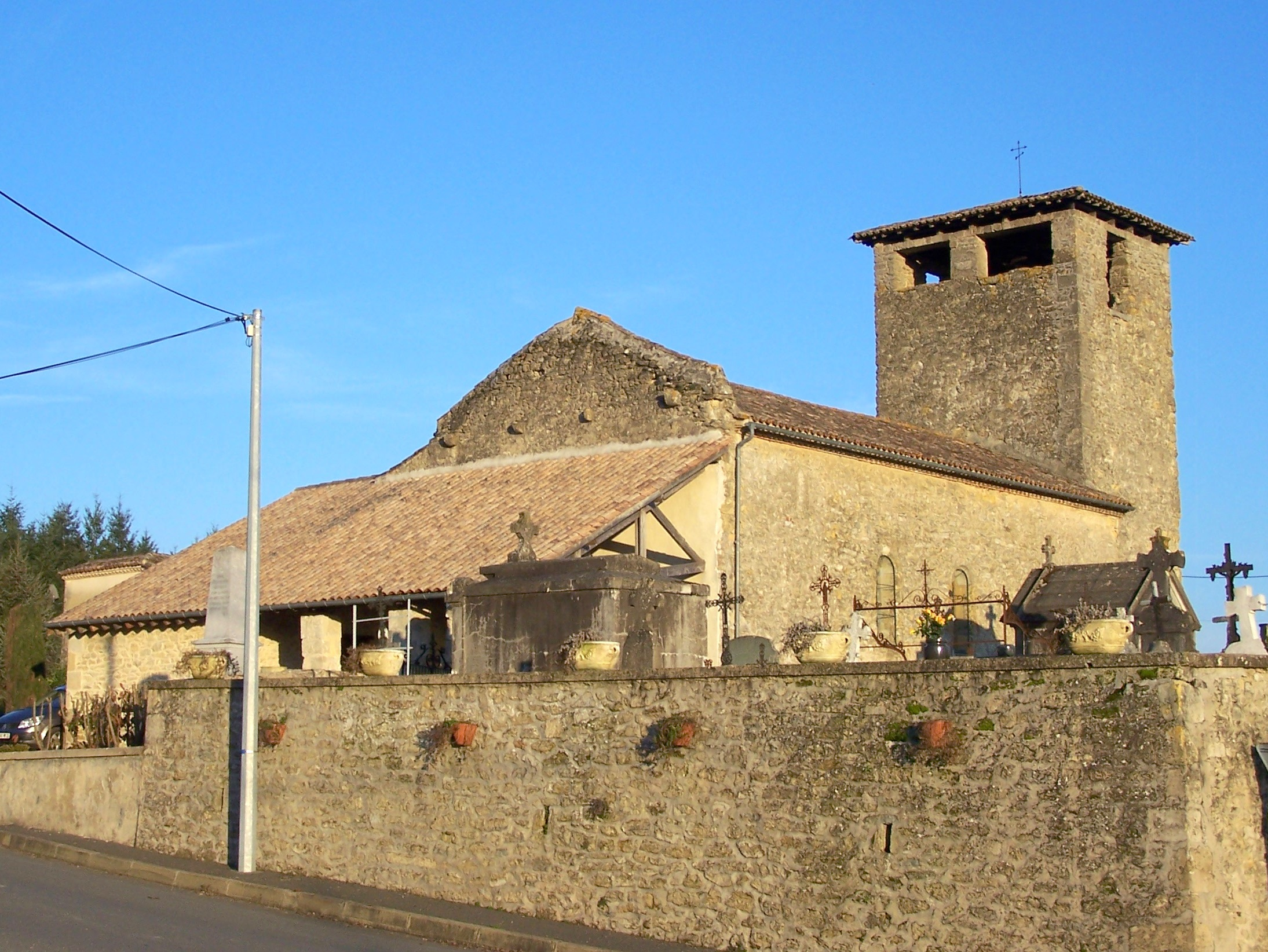
Kirche Saint-Eutrope
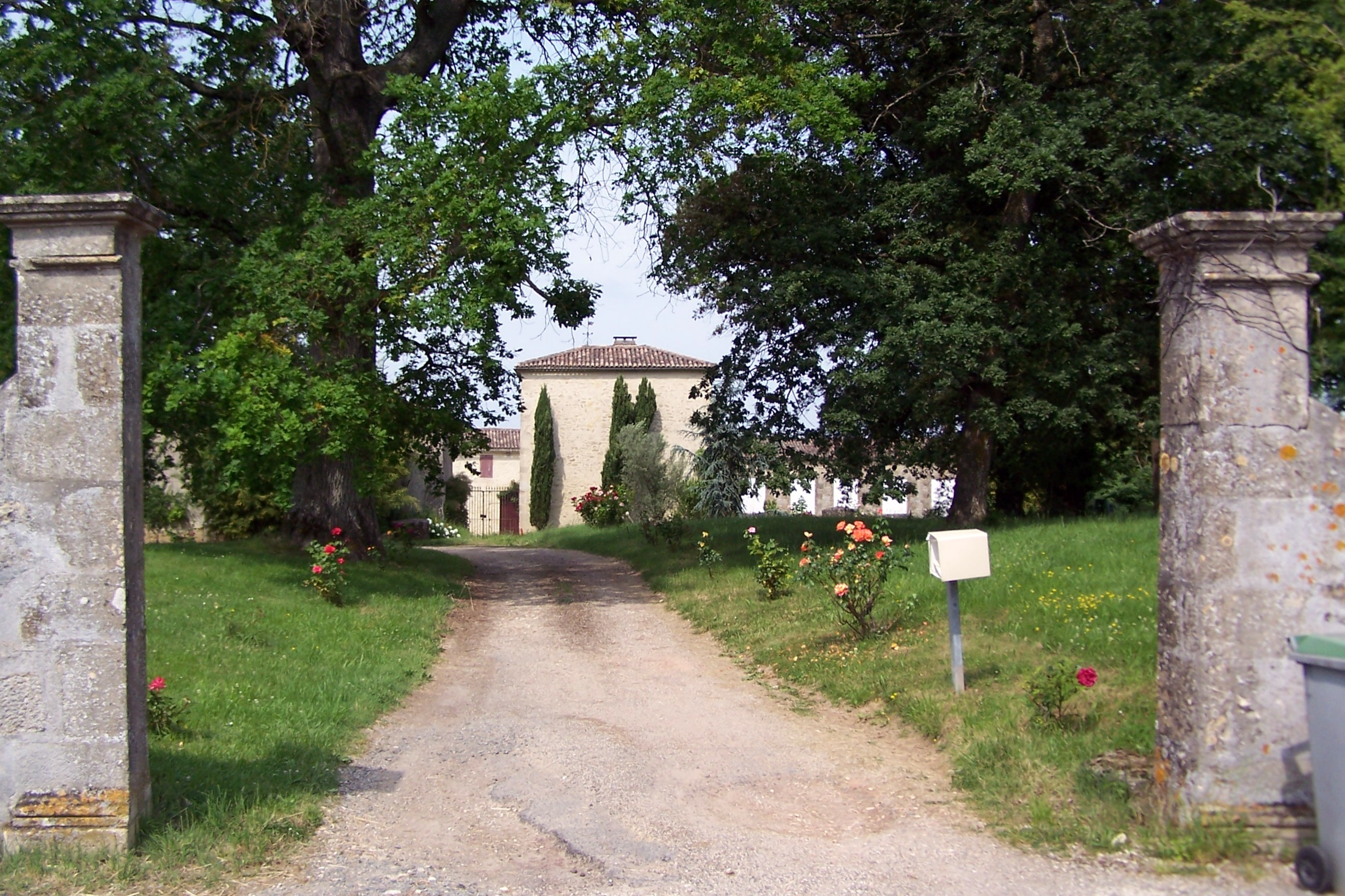
Haus Bonsol
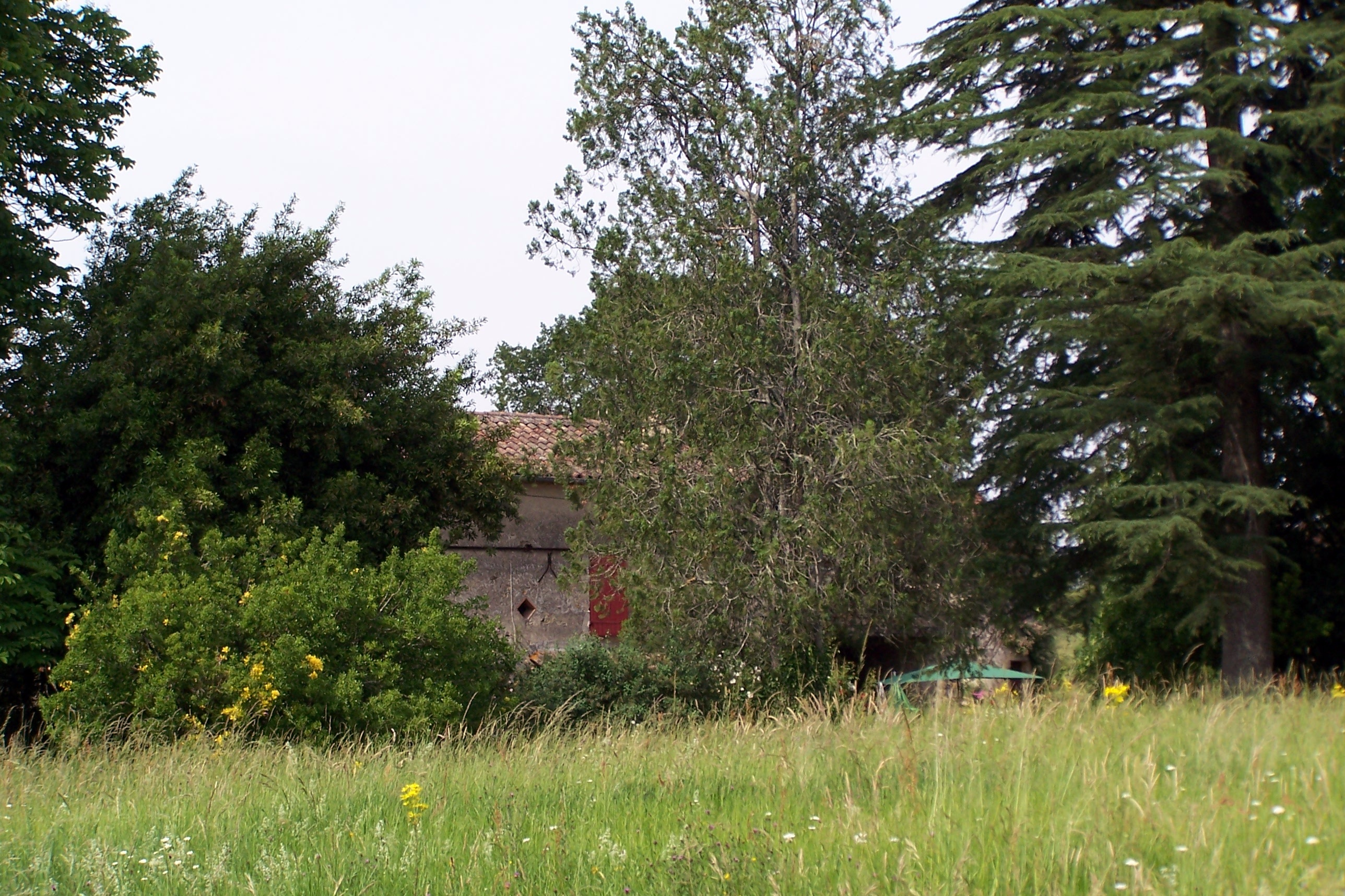
Haus Ézemar